# 季延平
季延平，現任國立政治大學資訊管理學系副教授。
季延平畢業於國立交通大學海洋運輸學系，獲得國立政治大學企業管理研究所碩士、美國馬里蘭大學管理博士，主修資訊管理。曾任國立中央大學資訊管理學系系主任、資訊管理研究所所長、中華民國資訊應用發展協會理事長等職。主要的研究領域包括資訊策略規劃、管理決策系統、電子商務、企業資源規劃、企業流程整合、知識管理、競爭智慧等，著作包含多本專業書籍，以及期刊與國際會議論文數十篇。
除了學術活動方面，也熱心參與校外學術與實務界的活動。在學術活動方面，曾任中華民國資訊管理學會秘書長、中華民國資訊應用發展協會執行長，台灣資訊應用發展協會與資訊管理學會理事。在實務界活動方面，也熱心參加政府與企業單位之規劃研究與顧問工作。近年來，多次赴大陸各地巡迴講學與考察,包括北京、上海、南京、濟南等地區之大學與企業